# Алеканово (Вологодская область)
Алеканово — деревня в Кадуйском районе Вологодской области.
Входит в состав сельского поселения Семизерье (до 2015 года входила в Барановское сельское поселение), с точки зрения административно-территориального деления — в Барановский сельсовет.
Расстояние по автодороге до районного центра Кадуя — 87 км, до центра сельсовета деревни Барановская — 15 км. Ближайшие населённые пункты — Великий Двор, Горка, Еремеево.

## Население
| 2010 |
| ---- |
| 0    |

По переписи 2002 года население — 3 человека.